# Veliki Žitnik
Veliki Žitnik is een plaats in de gemeente Gospić in de Kroatische provincie Lika-Senj. De plaats telt 74 inwoners (2001).